# بلديات فنلندا

خريطة توضح التقسيم الادارى لبلديات فنلندا لسنة 2009.

 البلديات في فنلندا (بالفنلندية: kunta) (بالسويدية: kommun) تعتبر المستوى الإداري والحكومي المحلي في  فنلندا وتكون بمثابة المكونات الأساسية للحكم الذاتي الإداري في الدولة.
كل  فنلندا  مقسمة إلى بلديات. هذه البلديات لها الحق في فرض الضرائب وتكون بين 16 و 22 بالمئة، وتوفر الثلثين من الخدمات العامة. وتراقب البلديات العديد من الخدمات المجتمعية مثل المدارس والرعاية الصحية وإمدادات المياه والشوارع المحلية للبلدية وما إلى ذلك. لكن لا دخل  لها في  صيانة الطرق السريعة على سبيل المثال، ولاتضع القوانين ولا تتحكم في ابقاء قوات الشرطة - وهذه المهام هي من مسؤولية الحكومة المركزية.

## الحكومة
البلديات في فنلندا تخضع للمجالس البلدية المنتخبة (في الفنلندية: kunnanvaltuusto ; في السويدية: kommunfullmäktige)، وهو من الناحية القانونية المستقلة وليس مسؤولا أمام الناخبين. حجم المجلس يتناسب مع عدد السكان: مجلس Sottunga البلدية هو الأقل اكتظاظا بالسكان في فنلندا (118 نسمة في عام 2009) 9 أعضاء، مجلس هلسنكي الأكثر اكتظاظا بالسكان (579 016 نسمة في عام 2009) 85 مقعد.
مدراء البلديات (على مدن: kaupunginjohtaja في الفنلندية stadsdirektör في السويدية؛ البلديات الأخرى: kunnanjohtaja في الفنلندية kommunsdirektör في السويدية) يكونون  تابعين  للخدمة العمومية ويعينون من طرف المجلس. مدير هلسنكي يدعى ylipormestari في الفنلندية överborgmästare في السويدية، بمعنى، «عمدة البلدية » لأسباب تاريخية.
قبل التغيير الاخير للقانون، البلديات الفنلدية لم تكن تحتوى على رئيس  للبلدية  أو عمدة (في الفنلندية: pormestari ; في السويدية: borgmästare). تامبيري هي المدينة الأولى التي رشحت ونصبت العمدة لبلديته في عام 2007. العمدة لا ينتخب مباشرة، ولكن بشكل غير مباشر من قبل المجلس البلدي. يتصرف  وأكنه مدير  للبلدية وكناطق  رسمي  للمجلس البلدي.

## مجالات التخصص والضرائب
البلديات هي المسؤولة عن معظم الخدمات العامة مثل التعليم والصحة والمياه طرق المرور المحلية. ليس لديهم أي سلطة تشريعية أو أمنية: هذه المهام هي من مسؤولية الحكومة المركزية. لكن  في  وسعها  ان تصدر تعليمات محلية لتسهيل عميلة المرور وتحرير مخالفات مرورية. وتمثل على شاكلة أشخاص معنوين لهم  القدرة على المتول اماو المحاكم الادارية.
ضرائب البلدية هي عبارة عن ضريبة ثابتة تخصم من الدخل مباشرتا،
معدل  الضريبة يكون أقل من الضرائب  على الدخل للدولة التي تكون  تصاعدية، تلقى البلديات  الدعم المادى من طرف الدولة مباشرةً.

## المدن
يمكن للبلدية الحصول على تصنيف  «المدينة» (أو «حي») بسيطة الإدارية لعام علامة أكبر أهمية، والتي يتم توفيرها تلقائيا القاعدة. وهكذا، في القرى الكبيرة في عزلة المناطق الريفية أو المدن سابقا قوية، ولكن بعد أن فقدت معظم سكانها لا يزال الإبقاء على حالة من المدن. على العكس من ذلك، فإن معظم البلديات في التكتل من العواصم الإقليمية، وقد اكتسب العديد من الناس إلى صالح من الريف ليس لديها حالة من المدن.

## اللغات

Municipalités unilingues finnoises
Municipalités bilingues, finnois majoritaire, لغة سويدية minoritaire
Municipalités bilingues, suédois majoritaire, finnois minoritaire
Municipalités unilingues suédoises
Municipalités bilingues, finnois majoritaire, لغات السامي minoritaires

الفنلندية والسويدية هي اللغات الرسمية في الدولة الفنلندية بعض لغات السامى تعتبر لغات  رسمية اقليمية محلية. حسب التركيب اللغوي  للسكان، البلديات يمكن أن تكون إما وحيدة اللغة  الفنلندية أو السويدية ثنائية اللغة الفنلندية/السويدية ثنائية اللغة الفنلندية/لغات سامى.

## الإحصاءات

### عدد
في الاول من كانون الثاني / يناير 2017، فنلندا تحوي  311 بلدية منه  106 عبارة عن مدن.
بسبب سياسة تهدف إلى تمكين البلديات لبلوغ حجم  معتبر.السنوات الأخيرة تميزت بتوجه  يصهدف نحو دمج البلديات فيما  بينه: بين 2007 و 2009، على سبيل المثال، 30 اندماج نفذ شمل 92 بلدية حيت  أصبح العدد  الإجمالي 62 بلدية.
| عدد البلديات في فنلندا منذ عام 1900 |      |      |      |      |      |      |      |      |      |      |      |      |      |      |      |      |      |      |      |      |      |      |      |      |      |
| العام                               | 1900 | 1905 | 1910 | 1915 | 1920 | 1925 | 1930 | 1935 | 1940 | 1945 | 1950 | 1955 | 1960 | 1965 | 1970 | 1975 | 1980 | 1985 | 1990 | 1995 | 2000 | 2005 | 2010 | 2013 | 2015 |
| المشتركة                            | 510  | 513  | 519  | 528  | 542  | 577  | 592  | 601  | 602  | 558  | 547  | 548  | 548  | 546  | 518  | 477  | 464  | 461  | 460  | 455  | 452  | 432  | 342  | 320  | 317  |

### السكان
يلخص الجدول التالي في عام 2009 توزيع البلديات في فنلندا وفقا لسكانها:
| السكان سنة (2009)    | عدد البلديات | Nombre de communes (%) | عدد السكان الاجمالى | Population totale (%) |
| -------------------- | ------------ | ---------------------- | ------------------- | --------------------- |
| أكتر من 500 000      | 1            | 0٫29                   | 579٬016             | 10٫85                 |
| بين100 000 و 500 000 | 7            | 2٫01                   | 1٬191٬230           | 22٫32                 |
| بين 50 000 و 100 000 | 11           | 3٫16                   | 749٬553             | 14٫04                 |
| بين40 000 و 50 000   | 4            | 1٫15                   | 187٬941             | 3٫52                  |
| بين30 000 و 40 000   | 11           | 3٫16                   | 393٬334             | 7٫37                  |
| بين 20 000 و 30 000  | 21           | 6٫03                   | 501٬040             | 9٫39                  |
| بين 10 000 و 20 000  | 45           | 12٫93                  | 648٬276             | 12٫14                 |
| بين 5 000 و 10 000   | 92           | 26٫44                  | 667٬339             | 12٫50                 |
| بين 5000 و 2000      | 107          | 30٫75                  | 357٬057             | 6٫69                  |
| بين 1 000 و 2 000    | 36           | 10٫34                  | 55٬752              | 1٫04                  |
| اقل من 1 000         | 13           | 3٫74                   | 7٬466               | 0٫14                  |
| الاجمالى             | 348          | 100,00                 | 5 338 004           | 100,00                |

 متوسط سكان البلديات هو5447 نسمة في عام 2009 ؛ ومتوسط عدد السكان هو 153339 نسمة.

### المنطقة
يلخص الجدول التالي توزيع البلديات في فنلندا وفقا للمساحة (فقط في المنطقة الجافة، دون النظر إلى البحيرات أو الامتدادات البحرية):
| المساحة (ب كم², في 2009) | عدد البلديات | عدد البلديات (%) | المساحة الاجمالية | المساحة الاجمالية (%) |
| ------------------------ | ------------ | ---------------- | ----------------- | --------------------- |
| أكتر من10 000            | 2            | 0٫57             | 26٬748٫78         | 8٫80                  |
| بين5 000 و 10 000        | 8            | 2٫30             | 51٬845٫55         | 17٫06                 |
| بين2 000 و 5 000         | 15           | 4٫31             | 45٬215٫56         | 14٫88                 |
| بين 1 000 و 2 000        | 47           | 13٫51            | 64٬150٫95         | 21٫11                 |
| بين 500 و 1 000          | 104          | 29٫89            | 70٬486٫12         | 23٫19                 |
| بين 200 و 500            | 105          | 30٫17            | 37٬047٫65         | 12٫19                 |
| بين 100 و 200            | 50           | 14٫37            | 7٬459٫61          | 2٫45                  |
| بين 50 و 100             | 8            | 2٫30             | 690٫80            | 0٫23                  |
| أقل من 50                | 9            | 2٫59             | 253٫82            | 0٫08                  |
| الاجمالى                 | 348          | 100,00           | 303 898,84        | 100,00                |

متوسط المنطقة الجافة للبديات هو 502,46 كم2 في عام 2009 ؛ متويط المنطقة الجافة للبلديات هو، 873,27 كم2.

## الملاحق

### مقالات ذات صلة
- مدن فنلندا

### وصلات خارجية
- ويكيميديا كومنز 